# Западен македонски траверс
Западният македонски траверс е туристически маршрут в Северна Македония, започващ от връх Люботрън на север и завършващ в Охрид на юг. Пътят минава през планините Шар, Бистра, Стогово и Караорман, а дължината му е между 185 и 220 километра. Тази разлика в дължината се дължи на изкачванията на планинските върхове по маршрута (напр. изкачването на Титов връх и Меденица, които добавят повече от дузина допълнителни километри).
Началото на пътеката е поставено през 1974 година от планинарското дружество ЕЛЕМА към Факултета по електротехника в Скопие. Преминаването на пътя е преустановено от 1994 до 2014 година, когато ежегодните преминавания се възобновяват.
Обикновено преходът се изминава за от 7 до 10 дни. Успешно преминалите прехода получават специална значка за спомен.